# 阿普雷頭鯰
阿普雷頭鯰，為輻鰭魚綱鯰形目擬油鯰科的其中一種，為熱帶淡水魚類，分布於南美洲委內瑞拉Arichuna及Apure河流域，體長可達29公分，棲息在底層水域，生活習性不明。